# سلما (تگزاس)
سلما، تگزاس (به انگلیسی: Selma, Texas) یک شهر در ایالات متحده آمریکا با جمعیت ۷۸۸ نفر است که در تگزاس واقع شده‌است.